# Форест (округ Вернон, Вісконсин)
Форест (англ. Forest) — місто (англ. town) в США, в окрузі Вернон штату Вісконсин. Населення — 617 осіб (2020).

## Демографія
Згідно з переписом 2010 року, у місті мешкали 634 особи в 230 домогосподарствах у складі 163 родин. Було 301 помешкання
Расовий склад населення:
| - 97,3 % — білих - 2,1 % — чорних або афроамериканців |

До двох чи більше рас належало 0,5 %. Частка іспаномовних становила 1,1 % від усіх жителів.
За віковим діапазоном населення розподілялося таким чином: 27,3 % — особи молодші 18 років, 56,3 % — особи у віці 18—64 років, 16,4 % — особи у віці 65 років та старші. Медіана віку мешканця становила 41,0 року. На 100 осіб жіночої статі у місті припадало 111,3 чоловіків;  на 100 жінок у віці від 18 років та старших — 113,4 чоловіків також старших 18 років.
Середній дохід на одне домашнє господарство  становив 58 875 доларів США (медіана — 45 313), а середній дохід на одну сім'ю — 65 965 доларів (медіана — 51 719). Медіана доходів становила 40 909 доларів для чоловіків та 25 625 доларів для жінок. За межею бідності перебувало 29,6 % осіб, у тому числі 52,9 % дітей у віці до 18 років та 4,2 % осіб у віці 65 років та старших.
Цивільне працевлаштоване населення становило 266 осіб. Основні галузі зайнятості: сільське господарство, лісництво, риболовля — 26,7 %, освіта, охорона здоров'я та соціальна допомога — 24,4 %, роздрібна торгівля — 11,7 %, виробництво — 9,8 %.